# Steven Dean Moore
Steven Dean Moore est un réalisateur, artiste de storyboard, scénariste et animateur américain principalement connu pour son travail sur la série Les Simpson.

## Filmographie

### Réalisateur

#### PourLes Simpson
| Année | Titre                             | Titre original                      | Saison | Épisode | Réalisateur                                               |
| ----- | --------------------------------- | ----------------------------------- | ------ | ------- | --------------------------------------------------------- |
| 1995  | Salut l'artiste                   | 'Round Springfield                  | 6      | 22      | Joshua Sternin, Jeffrey Ventimilia, Al Jean et Mike Reiss |
| 1995  | Marge et son petit voleur         | Marge Be Not Proud                  | 7      | 11      | Mike Scully                                               |
| 1996  | Homer fait son Smithers           | Homer the Smithers                  | 7      | 17      | John Swartzwelder                                         |
| 1996  | Un Milhouse pour deux             | A Milhouse Divided                  | 8      | 6       | Steve Tompkins                                            |
| 1997  | Aux frontières du réel            | The Springfield Files               | 8      | 10      | Reid Harrison                                             |
| 1997  | Itchy, Scratchy et Poochie        | The Itchy & Scratchy & Poochie Show | 8      | 14      | David X. Cohen                                            |
| 1997  | Je crois en Marge                 | In Marge We Trust                   | 8      | 22      | Donick Cary                                               |
| 1997  | Le Principal principal            | The Principal and the Pauper        | 9      | 2       | Ken Keeler                                                |
| 1997  | Mère hindoue, fils indigne        | The Two Mrs. Nahasapeemapetilons    | 9      | 7       | Richard Appel                                             |
| 1998  | Un coup de pied aux cultes        | The Joy of Sect                     | 9      | 13      | Steven O'Donnell                                          |
| 1998  | L'Abominable Homer des neiges     | King of the Hill                    | 9      | 23      | John Swartzwelder                                         |
| 1998  | Lézards populaires                | Bart the Mother                     | 10     | 3       | David X. Cohen                                            |
| 1998  | Simpson Horror Show IX            | Treehouse of Horror IX              | 10     | 4       | Donick Cary, Larry Doyle et David X. Cohen                |
| 1999  | Les Prisonniers du stade          | Sunday, Cruddy Sunday               | 10     | 12      | Tom Martin, George Meyer, Brian Scully et Mike Scully     |
| 1999  | Le Chef-d'œuvre d'Homer           | Mom and Pop Art                     | 10     | 19      | Al Jean                                                   |
| 1999  | Mel Gibson les cloches            | Beyond Blunderdome                  | 11     | 1       | Mike Scully                                               |
| 1999  | Huit d'un coup                    | Eight Misbehavin'                   | 11     | 7       | Matt Selman                                               |
| 2000  | Missionnaire impossible           | Missionary: Impossible              | 11     | 15      | Ron Hauge                                                 |
| 2000  | Marge Folies                      | It's a Mad, Mad, Mad, Mad Marge     | 11     | 21      | Larry Doyle                                               |
| 2000  | Touche pas à ma forêt             | Lisa the Tree Hugger                | 12     | 4       | Matt Selman                                               |
| 2001  | Bart et son boys band             | New Kids on the Blecch              | 12     | 14      | Tim Long                                                  |
| 2001  | La Vieille Peur d'Homer           | The Blunder Years                   | 13     | 5       | Ian Maxtone-Graham                                        |
| 2001  | Sans foi ni toit                  | She of Little Faith                 | 13     | 6       | Bill Freiberger                                           |
| 2002  | Aventures au Brésil               | Blame It on Lisa                    | 13     | 15      | Bob Bendetson                                             |
| 2002  | Frère et Sœur ennemis             | Bart vs. Lisa vs. the Third Grade   | 14     | 3       | Tim Long                                                  |
| 2002  | Qui veut tuer Homer ?             | The Great Louse Detective           | 14     | 6       | John Frink et Don Payne                                   |
| 2003  | La Guerre pour les étoiles        | 'Scuse Me While I Miss the Sky      | 14     | 16      | Dan Greaney et Allen Grazie                               |
| 2003  | Simpson Horror Show XIV           | Treehouse of Horror XIV             | 15     | 1       | John Swartzwelder                                         |
| 2003  | Père Noël sans frontières         | 'Tis the Fifteenth Season           | 15     | 7       | Michael Price                                             |
| 2004  | Quel gros Q.I. !                  | Smart and Smarter                   | 15     | 13      | Carolyn Omine                                             |
| 2004  | Le Drapeau... potin de Bart       | Bart-Mangled Banner                 | 15     | 21      | John Frink                                                |
| 2005  | Déluge au stade                   | Homer and Ned's Hail Mary Pass      | 16     | 8       | Tim Long                                                  |
| 2005  | La Grande Malbouffe               | The Heartbroke Kid                  | 16     | 17      | Ian Maxtone-Graham                                        |
| 2005  | Serial piégeurs                   | Milhouse of Sand and Fog            | 17     | 3       | Patric M. Verrone                                         |
| 2006  | Les Baguettes magiques            | Jazzy and the Pussycats             | 18     | 2       | Daniel Chun                                               |
| 2008  | Tout sur Lisa                     | All About Lisa                      | 19     | 20      | John Frink                                                |
| 2008  | Les Apprentis Sorciers            | Mypods and Boomsticks               | 20     | 7       | Marc Wilmore                                              |
| 2009  | Prenez ma vie, je vous en prie    | Take My Life, Please                | 20     | 10      | Don Payne                                                 |
| 2009  | Un prince à New-Orge              | Coming to Homerica                  | 20     | 21      | Brendan Hay                                               |
| 2009  | Le Frère de Bart                  | O Brother, Where Bart Thou?         | 21     | 8       | Matt Selman                                               |
| 2010  | Baiser volé                       | Stealing First Base                 | 21     | 15      | John Frink                                                |
| 2010  | Moe, moche et méchant             | Judge Me Tender                     | 21     | 23      | Dan Greaney et Allen Glazier                              |
| 2010  | Ce fou d'Monty                    | The Fool Monty                      | 22     | 6       | Michael Price                                             |
| 2011  | Le Songe d'un ennui d'été         | A Midsummer's Nice Dream            | 22     | 16      | Dan Castellaneta et Deb Lacusta                           |
| 2011  | L'important, c'est les Roosevelt  | Bart Stops to Smell the Roosevelts  | 23     | 2       | Tim Long                                                  |
| 2011  | Homer homme d'affaires            | The Man in the Blue Flannel Pants   | 23     | 7       | Jeff Westbrook                                            |
| 2012  | Problèmes gênants                 | Exit Through the Kwik-E-Mart        | 23     | 15      | Marc Wilmore                                              |
| 2012  | Simpson Horror Show XXIII         | Treehouse of Horror XXIII           | 24     | 2       | David Mandel et Brian Kelley                              |
| 2012  | Nom d'un chien                    | To Cur with Love                    | 24     | 8       | Carolyn Omine                                             |
| 2013  | Ce que veulent les femmes animées | What Animated Women Want            | 24     | 17      | J. Stewart Burns                                          |
| 2013  | Les Dangers du train              | Dangers on a Train                  | 24     | 22      | Michael Price                                             |
| 2013  | Noël blanc                        | White Christmas Blues               | 25     | 8       | Don Payne                                                 |
| 2014  | La Guerre de l'art                | The War of Art                      | 25     | 15      | Rob LaZebnik                                              |
| 2014  | Le Cafard du clown                | Clown in the Dumps                  | 26     | 1       | Joel H. Cohen                                             |
| 2014  | Covercraft                        | Covercraft                          | 26     | 8       | Matt Selman                                               |
| 2015  | Le Nouveau Duffman                | Waiting for Duffman                 | 26     | 17      | John Frink                                                |
| 2015  | Simpson Horror Show XXVI          | Treehouse of Horror XXVI            | 27     | 5       | Joel H. Cohen                                             |
| 2015  | Les Chemins de la gloire          | Paths of Glory                      | 27     | 8       | Michael Ferris                                            |
| 2016  | Lisa vétérinaire                  | Lisa the Veterinarian               | 27     | 15      | Dan Vebber                                                |
| 2016  | Simpson Horror Show XXVII         | Treehouse of Horror XXVII           | 28     | 4       | Joel H. Cohen                                             |
| 2016  | La Paternité                      | Dad Behavior                        | 28     | 8       | Ryan Koh                                                  |
| 2017  | Le Chapeau magique                | The Cad and the Hat                 | 28     | 15      | Ron Zimmerman                                             |
| 2017  | Une ville de chiens               | Dogtown                             | 28     | 22      | J. Stewart Burns                                          |
| 2017  | L'Opus de Lisa                    | Mr. Lisa's Opus                     | 29     | 8       | Al Jean                                                   |
| 2018  | La Peur du clown                  | Fears of a Clown                    | 29     | 14      | Michael Price                                             |
| 2018  | Hôtel des cœurs brisés            | Heartbreak Hotel                    | 30     | 2       | Matt Selman et Renee Ridgeley                             |
| 2018  | Daddicus Finch                    | Daddicus Finch                      | 30     | 9       | Al Jean                                                   |
| 2019  | Je te veux (elle est si lourde)   | I Want You (She's So Heavy)         | 30     | 16      | Jeff Westbrook                                            |
| 2019  | Ki Ka Fé Ça                       | Woo-Hoo Dunnit?                     | 30     | 22      | Brian Kelley                                              |
| 2019  | Bobby, il fait froid dehors       | Bobby, It's Cold Outside            | 31     | 10      | John Frink et Jeff Westbrook                              |
| 2020  | Frinkcoin                         | Frinkcoin                           | 31     | 13      | Rob LaZebnik                                              |
| 2020  | Simpson Horror Show XXXI          | Treehouse of Horror XXXI            | 32     | 4       | Julia Prescott                                            |
| 2020  | Trois rêves qui s'effondrent      | Three Dreams Denied                 | 32     | 7       | Danielle Weisberg                                         |
| 2021  | Phénomènes paranormaux            | Manger Things                       | 32     | 16      | Rob LaZebnik                                              |
| 2021  | Bart est en prison                | Bart's in Jail!                     | 33     | 2       | Nick Dahan                                                |
| 2021  | Portrait du jeune homme en feu    | Portrait of a Lackey on Fire        | 33     | 8       | Rob et Johnny LaZebnik                                    |
| 2022  | Bart le gamin cool                | Bart the Cool Kid                   | 33     | 15      | Ryan Koh                                                  |
| 2022  | Pas ça                            | Not It                              | 34     | 5       | Cesar Mazariegos                                          |
| 2022  | Quand Nelson rencontre Lisa       | When Nelson Met Lisa                | 34     | 9       | Ryan Koh                                                  |
| 2023  | Kirk la Menace                    | Hostile Kirk Place                  | 34     | 16      | Michael Price                                             |
| 2023  | Homer passeur scolaire            | Homer's Crossing                    | 35     | 1       | Cesar Mazariegos                                          |
| 2024  | Le Monstre de Frinkenstein        | Frinkenstein's Monster              | 35     | 11      | Joel H. Cohen                                             |
| 2024  | La Culotte révélatrice            | The Tell-Tale Pants                 | 35     | 16      | Al Jean                                                   |
| 2024  | L'Homme qui volait trop           | The Man Who Flew Too Much           | 36     | 12      | Al Jean                                                   |